# B2A
B2A (енгл. Business to administration) покрива све интернет трансакције између компанија и државних органа. Овај модел укључује велики број услуга, највише у следећим областима: социјална заштита, фискална, запошљавање, регистар и јавни бележник. Иако је B2A још у раној фази свог развоја, постоји тенденција раста, нарочито због промоције електронске трговине од стране државних органа како у ЕУ, тако и САД-у.